# Kevin Light
Kevin Light, född den 16 maj 1979 i Vancouver i Kanada, är en kanadensisk roddare.
Han tog OS-guld i åtta med styrman i samband med de olympiska roddtävlingarna 2008 i Peking.